# Göran Holter
Göran Holter (16 novembre 1963) è un ex calciatore svedese, di ruolo attaccante.

## Carriera

### Club
Holter cominciò la carriera con la maglia del Degerfors, per poi passare al Norrköping. Nel 1992 si trasferì ai norvegesi del Brann, per cui esordì nell'Eliteserien in data 26 aprile: fu titolare nella sconfitta per 3-1 sul campo dello HamKam. Il 14 giugno arrivò la prima rete, nella sconfitta per 3-1 contro il Tromsø. Nel 1993 tornò in Svezia, per giocare nel Linköping. Successivamente, vestì le maglie di IFK Norrköping, Karlstad, Olympic, Näset, Näset/Höllviken, nuovamente del Näset e del Tomelilla.